# Brion (Maine-et-Loire)
Pour les articles homonymes, voir Brion.
Brion est une ancienne commune française située dans le département de Maine-et-Loire, en région Pays de la Loire, devenue le 1er janvier 2016, une commune déléguée de la commune nouvelle des Bois d'Anjou.

## Géographie
Commune angevine du Baugeois, Brion se situe à l'est de Beaufort-en-Vallée, sur la route D 211, Fontaine Guérin - Longué Jumelles, et à proximité de l'autoroute A85.
Son territoire se situe dans le parc naturel régional Loire-Anjou-Touraine.

## Toponymie
Le lieu est attesté sous les formes Brionno vico aux VIIe et VIIIe siècles et podium de Brione en 1068 - 1080.
Selon Ernest Nègre, Brion s'explique par le gaulois briga « mont, forteresse », suivi du suffixe gaulois -o. Il a été latinisé en -onem dans les textes.
Xavier Delamarre note que le premier sens de briga était « colline, mont ». Brion se trouve en effet sur une légère éminence qui atteint 88 m, à laquelle se réfère la mention podium de brione au XIe siècle.
Homonymie avec d'autres Brion qui sont issus, soit de briga, soit de briva « pont », autre terme gaulois fréquent dans la toponymie française.

## Histoire
Brion aurait été au IXe siècle une « châtellenie » et prospère au fil du temps.
Occupées de longues années par les Anglais pendant la guerre de Cent Ans, Brion devient pendant une quarantaine d'années, propriété de Jeanne de Laval (sa statue figure place Jeanne-de-Laval à Beaufort-en-Vallée), épouse avisée de René d'Anjou (XVe siècle).
Puis Brion et l'Anjou, désormais rattachés au royaume de France, connaissent les années noires des guerres de religion, de la misère et de la peste.
Au XIXe siècle, Brion, rattachée alors au canton de Beaufort, échappe à deux reprises à l'invasion des Prussiens.
La Première Guerre mondiale fait 64 victimes à Brion, soit 7 % de la population totale. La Seconde Guerre mondiale fut moins meurtrière, même si les troupes allemandes envahissent Brion pendant 10 mois. Sept habitants sont tués, dont un en déportation.
Les années qui suivent voient Brion touchée par l'exode rural, perdant ainsi de nombreux emplois, commerces et habitants. Au début du XXIe siècle, le phénomène s'inverse et entre les derniers recensements, on note une augmentation de la population.
En janvier 2016, les communes de Brion, Fontaine-Guérin et Saint-Georges-du-Bois se regroupent pour former la commune nouvelle de Les Bois d'Anjou.

## Politique et administration

### Administration municipale

#### Administration actuelle
Depuis le 1er janvier 2016, Brion constitue une commune déléguée au sein de la commune nouvelle de Les Bois d'Anjou et dispose d'un maire délégué.
| Période      | Période  | Identité          | Étiquette | Qualité |
| ------------ | -------- | ----------------- | --------- | ------- |
| janvier 2016 | mai 2020 | Florence Bahuon   |           |         |
| mai 2020     | en cours | Jean-Marc Métayer |           |         |

#### Administration ancienne
| Période                                  | Période       | Identité            | Étiquette | Qualité                                                  |
| ---------------------------------------- | ------------- | ------------------- | --------- | -------------------------------------------------------- |
| 1995                                     | mars 2001     | Elisabeth de Terves |           | Formatrice au Greta                                      |
| mars 2001                                | mars 2008     | Daniel Bordez       |           | Directeur général de l'industrie pharmaceutique retraité |
| mars 2008                                | mars 2014     | Jean-Marie Levesque |           | Retraité agricole                                        |
| mars 2014                                | décembre 2015 | Florence Bahuon     |           |                                                          |
| Les données manquantes sont à compléter. |               |                     |           |                                                          |

### Ancienne situation administrative
Jusqu'en 2015, la commune est membre de la communauté de communes de Beaufort-en-Anjou, elle-même membre du syndicat mixte Pays des Vallées d'Anjou.

## Population et société

### Démographie

#### Évolution démographique
L'évolution du nombre d'habitants est connue à travers les recensements de la population effectués dans la commune depuis 1793. À partir du 1er janvier 2009, les populations légales des communes sont publiées annuellement dans le cadre d'un recensement qui repose désormais sur une collecte d'information annuelle, concernant successivement tous les territoires communaux au cours d'une période de cinq ans. 
Pour les communes de moins de 10 000 habitants, une enquête de recensement portant sur toute la population est réalisée tous les cinq ans, les populations légales des années intermédiaires étant quant à elles estimées par interpolation ou extrapolation. Pour la commune, le premier recensement exhaustif entrant dans le cadre du nouveau dispositif a été réalisé en 2005,.
En 2013, la commune comptait 1 175 habitants, en évolution de +6,92 % par rapport à 2008 (Maine-et-Loire : +3,3 %, France hors Mayotte : +2,49 %).
| 1793  | 1800  | 1806  | 1821  | 1831  | 1836  | 1841  | 1846  | 1851  |
| ----- | ----- | ----- | ----- | ----- | ----- | ----- | ----- | ----- |
| 1 434 | 1 371 | 1 503 | 1 573 | 1 610 | 1 634 | 1 682 | 1 650 | 1 598 |

| 1856  | 1861  | 1866  | 1872  | 1876  | 1881  | 1886  | 1891  | 1896  |
| ----- | ----- | ----- | ----- | ----- | ----- | ----- | ----- | ----- |
| 1 533 | 1 486 | 1 526 | 1 558 | 1 533 | 1 566 | 1 520 | 1 507 | 1 517 |

| 1901  | 1906  | 1911  | 1921  | 1926  | 1931  | 1936  | 1946  | 1954  |
| ----- | ----- | ----- | ----- | ----- | ----- | ----- | ----- | ----- |
| 1 534 | 1 416 | 1 387 | 1 153 | 1 158 | 1 166 | 1 167 | 1 166 | 1 147 |

| 1962  | 1968  | 1975 | 1982 | 1990 | 1999  | 2005  | 2010  | 2013  |
| ----- | ----- | ---- | ---- | ---- | ----- | ----- | ----- | ----- |
| 1 109 | 1 087 | 980  | 875  | 916  | 1 021 | 1 066 | 1 115 | 1 175 |

#### Pyramide des âges
La population de la commune est relativement âgée. Le taux de personnes d'un âge supérieur à 60 ans (21,9 %) est en effet supérieur au taux national (21,8 %) et au taux départemental (21,4 %).
Contrairement aux répartitions nationale et départementale, la population masculine de la commune est supérieure à la population féminine (50,3 % contre 48,7 % au niveau national et 48,9 % au niveau départemental).
La répartition de la population de la commune par tranches d'âge est, en 2008, la suivante :
- 50,3 % d’hommes (0 à 14 ans = 22,2 %, 15 à 29 ans = 14 %, 30 à 44 ans = 21,7 %, 45 à 59 ans = 20,2 %, plus de 60 ans = 22 %) ;
- 49,7 % de femmes (0 à 14 ans = 22,8 %, 15 à 29 ans = 13,6 %, 30 à 44 ans = 21,9 %, 45 à 59 ans = 19,8 %, plus de 60 ans = 21,8 %).

| Hommes | Classe d’âge | Femmes |
| ------ | ------------ | ------ |
| 0,9    | 90 ans ou +  | 1,8    |
| 6,7    | 75 à 89 ans  | 6,6    |
| 14,4   | 60 à 74 ans  | 13,4   |
| 20,2   | 45 à 59 ans  | 19,8   |
| 21,7   | 30 à 44 ans  | 21,9   |
| 14,0   | 15 à 29 ans  | 13,6   |
| 22,2   | 0 à 14 ans   | 22,8   |

| Hommes | Classe d’âge | Femmes |
| ------ | ------------ | ------ |
| 0,4    | 90 ans ou +  | 1,1    |
| 6,3    | 75 à 89 ans  | 9,5    |
| 12,1   | 60 à 74 ans  | 13,1   |
| 20,0   | 45 à 59 ans  | 19,4   |
| 20,3   | 30 à 44 ans  | 19,3   |
| 20,2   | 15 à 29 ans  | 18,9   |
| 20,7   | 0 à 14 ans   | 18,7   |

### Vie locale
Deux écoles, une vingtaine d'associations.

## Économie
Sur 100 établissements présents sur la commune à fin 2010, 35 % relevaient du secteur de l'agriculture (pour une moyenne de 17 % sur le département), 6 % du secteur de l'industrie, 6 % du secteur de la construction, 39 % de celui du commerce et des services et 14 % du secteur de l'administration et de la santé.

## Culture locale et patrimoine

### Lieux et monuments
- Château de Chavigné.

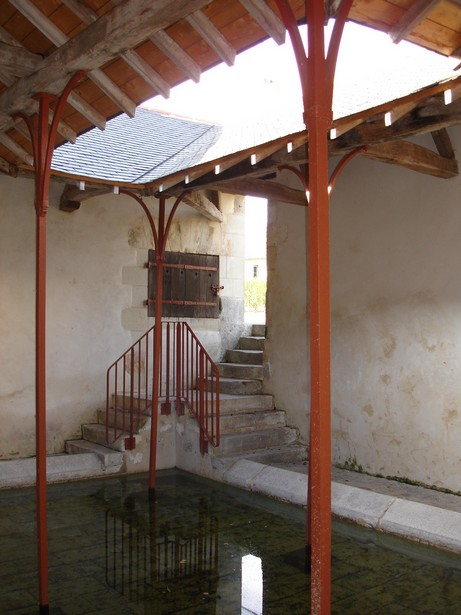
Le lavoir.

- Église Saint-Gervais-et-Saint-Protais.
- Lavoir de Brion.
- Logis de la Cuche.
- Logis de la Rosellière.

### Personnalités liées à la commune
Jean Picard, astronome et ecclésiastique reçoit les bénéfices d'un prieuré à Brion ; en 1672 il y effectue des mesures astronomiques.